# Lea Rieck

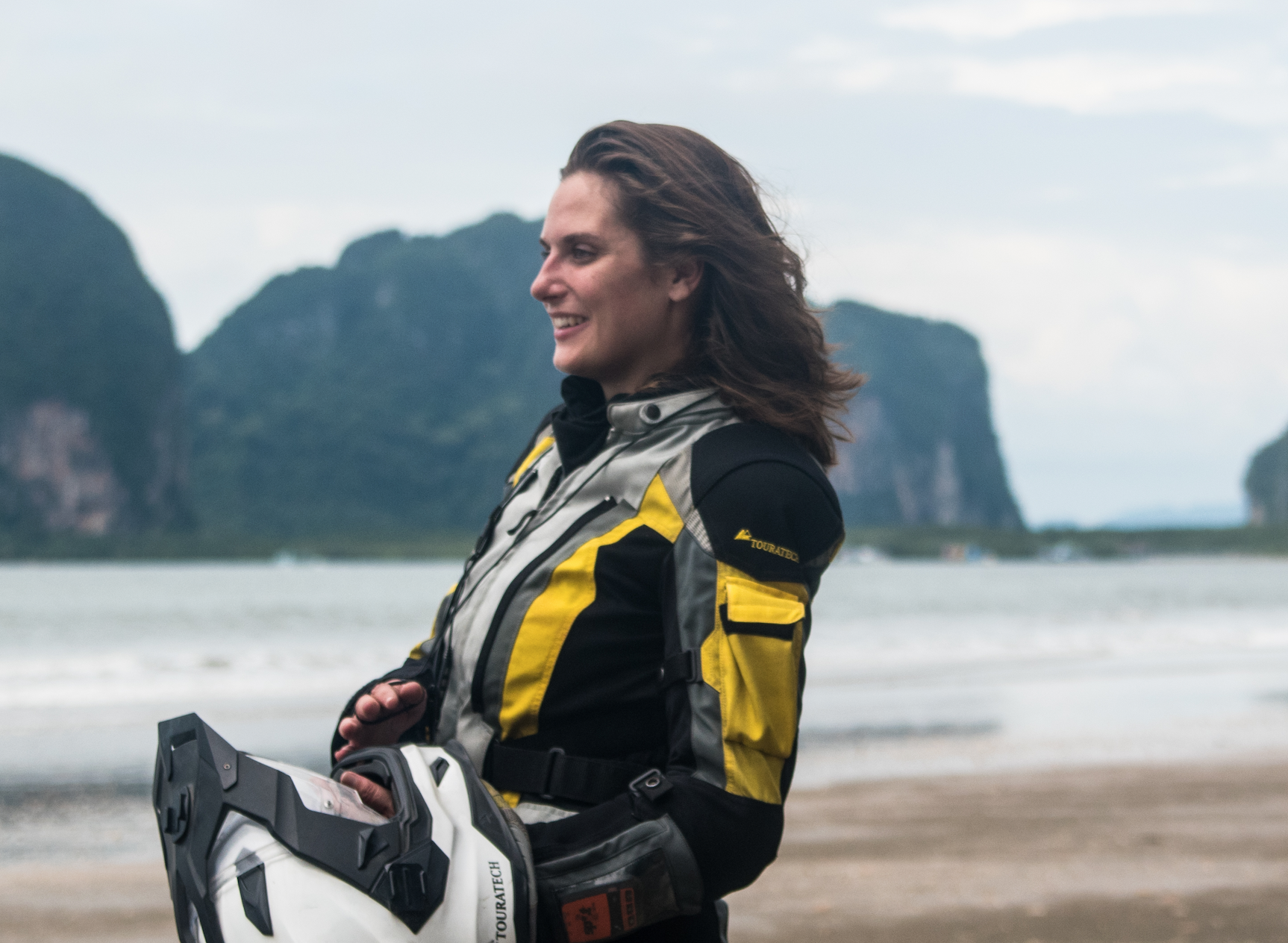
Lea Rieck

Lea-Katharina Rieck (* 5. September 1986 in München) ist eine deutsch-österreichische Journalistin, Buchautorin und Abenteuerreisende.

## Leben
Lea Rieck ist die Tochter von Egon und Helene Rieck. Nach dem Abitur im Jahr 2008 studierte sie an der Ludwig-Maximilians-Universität in München Kunstgeschichte als Hauptfach sowie Betriebswirtschaftslehre und Rechtswissenschaft als Nebenfächer und machte ihren Studienabschluss 2013 als Magistra Artium. 2013 erhielt sie für ihre Magisterarbeit den Heinrich-Wölfflin-Preis des Freundeskreises des Instituts für Kunstgeschichte der Universität München.
Ab 2008 arbeitete sie für diverse Auftraggeber und veröffentlichte Fotos und Texte unter anderem in der Frankfurter Allgemeinen Zeitung, Die Welt, Dazed Digital und Glamour. Von 2013 bis 2016 war sie Mitarbeiterin des Condé Nast Verlags mit inhaltlicher Verantwortung für Websites, Social-Media-Kanäle und digitale Dienste in der Redaktion Digital und von der Marke Architectural Digest.
Rieck ist heute selbstständig und lebt in München, Zürich und Osterwitz. Sie arbeitet in der digitalen Konzeption als Journalistin, Buchautorin und Keynote Speakerin.

## Abenteuerreisen

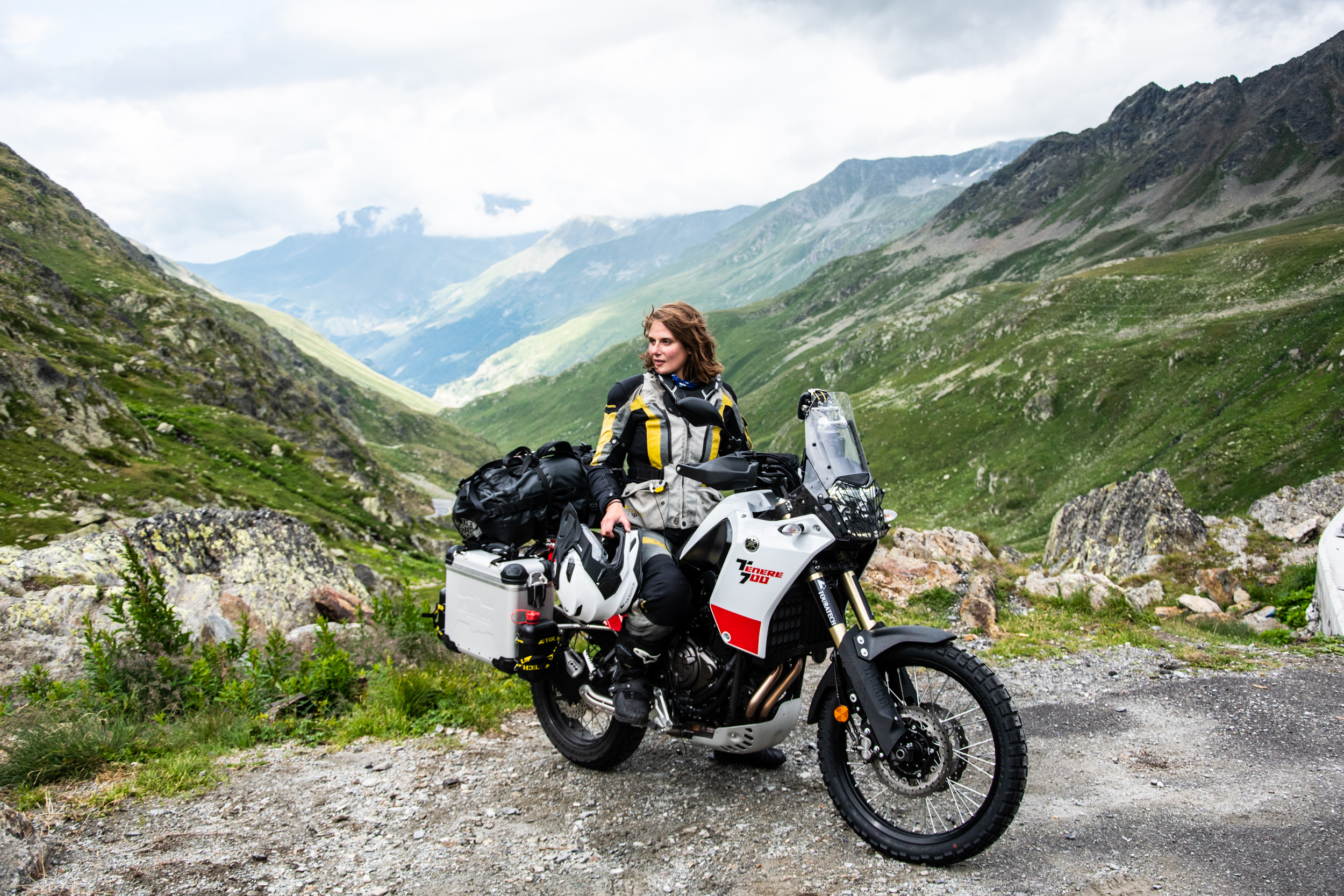
Lea Rieck in Afrika (2019)

Rieck unternahm ab 2013 zahlreiche Reisen, u. a. nach China und in den Iran, worüber sie journalistisch berichtete. 2014 erwarb sie den Motorradführerschein und reiste mit dem Motorrad allein von München nach Istanbul über Ungarn, Rumänien, Bulgarien, Griechenland, Albanien, Montenegro und Kroatien.
Nachdem sie 2016 ihre Arbeitsstelle gekündigt hatte, brach sie allein per Motorrad zu einer Weltumrundung auf, von der sie erst im November 2017 nach Deutschland zurückkehrte. Auf einer Strecke von 90.000 Kilometern bereiste sie über 50 Länder mit einer Route von Deutschland über Zentralasien, Südostasien, Australien, Amerika und Afrika. Während der Reise publizierte sie Berichte in diversen Print- und Internetmedien. 2019 veröffentlichte sie ihr Buch Sag dem Abenteuer, ich komme, das 8 Wochen auf der Spiegel-Bestsellerliste stand, und berichtet seitdem in zahlreichen Vorträgen, Fernseh-Talkshows, Interviews und Podcasts von ihren Erfahrungen und Erlebnissen. Im Herbst 2019 startete Lea Rieck mit dem Motorrad eine etappenweise Umrundung Afrikas, die allerdings 2020 wegen der Corona-Pandemie nicht fortgesetzt werden konnte. Stattdessen unternahm sie ab dem Frühsommer 2020 eine Motorradreise von der Schweiz ans Nordkap, worüber sie in mehreren Episoden berichtet.

## Veröffentlichungen
- Sag dem Abenteuer, ich komme, Kiwi Verlag, 2019, ISBN 978-3-462-05224-4
- GOT2GO, Published by Lea Rieck 2021, Printed by Amazon Fulfillment.